# حملات سوسه ۲۰۱۵
حملات سوسه، در ۲۶ ژوئن ۲۰۱۵، در بندر توریستی القنطاوی که در حدود ۱۰ کیلومتری شمال شهر سوسه تونس واقع شده، روی داد.
سی و نه تن که اغلب گردشگران تبعه بریتانیا بودند، در حمله افراد مسلح به دو هتل کشته شدند.